# Radialabduktion
Als Radialabduktion wird eine Bewegung der Hand oder der Finger bezeichnet, bei der die Hand oder die Finger in Richtung der Speiche (Radius), das heißt zur Daumenseite abgeknickt werden (→ Abduktion). Die der Radialabduktion entgegengesetzte Bewegung ist die Ulnarabduktion.
An der im Handwurzelgelenk ausgeführten Radialabduktion sind verschiedene Muskeln beteiligt:
- Musculus extensor carpi radialis longus
- Musculus abductor pollicis longus
- Musculus extensor pollicis longus
- Musculus flexor pollicis longus
- Musculus flexor carpi radialis